# Dario Koludrović
Dario Koludrović (Lugano, 9 agosto 1992 – Mezzovico-Vira, 13 maggio 2012) è stato un cestista svizzero con cittadinanza croata.

## Carriera
Dopo aver giocato nel Breganzona, ha disputato due incontri di campionato nei Lugano Tigers. Dal 2010 sino al 2012 ha vestito la maglia del SAV Vacallo Basket in 33 occasioni in campionato.

## Incidente e morte
Nel corso della notte fra il 12 e il 13 maggio 2012 sull'autostrada A2 in territorio di Mezzovico, Koludrović ha perso la vita in seguito ad un grave incidente. Mentre stava rientrando a casa in compagnia di un amico, secondo la ricostruzione effettuata dalla Polizia Cantonale, il giocatore ha perso il controllo della propria vettura, che ha concluso il proprio tragitto in fondo a una scarpata.

## Palmarès
- Campionato svizzero: 1

Lugano Tigers: 2009-10